# プロウイルス
プロウイルス（provirus）とは、宿主細胞のDNAに統合されたウイルスゲノムのことである。細菌ウイルス (バクテリオファージ) の場合、プロウイルスはしばしばプロファージと呼ばれる。しかし、プロウイルスはプロファージとは明確に異なり、これらの用語を同じ意味で使用すべきではないことに注意することが重要である。プロファージとは異なり、プロウイルスは、宿主細胞がストレスを受けたときに、宿主ゲノムから自分自身を取り出さない。

## プロウイルスの活動
プロウイルスの状態は、ウイルス複製の段階、または不活性なウイルス感染、または内在性ウイルス様配列のいずれかとして長期間持続する状態であるかもしれない。不活性なウイルス感染では、ウイルスは宿主細胞の複製を除き、それ自体を複製することはない。この状態は、多くの宿主細胞世代にわたって続くことがある。
内在性レトロウイルスは常にプロウイルスの状態にある。これに対し、(非内在性)レトロウイルスは細胞に侵入すると、RNAが逆転写酵素によってDNAに逆転写され、その後、インテグラーゼによって宿主ゲノムに挿入される。
このように、プロウイルスは、宿主ゲノムに統合されている間は、それ自身の新しいDNAコピーを直接作成しない。その代わり、宿主ゲノムと一緒に受動的に複製され、元の細胞の子孫に受け継がれる。これは、溶原性ウイルス複製として知られている。統合は、潜伏感染または増殖感染を引き起こす可能性がある。増殖感染では、プロウイルスはメッセンジャーRNAに転写され、新しいウイルスを直接生成し、溶菌サイクルを通じて他の細胞に感染する。潜伏感染は、プロウイルスが活性ではなく、転写的に無変化である場合に起こる。
潜伏感染は、宿主の環境条件や健康状態の変化に反応して増殖的になる可能性があり、プロウイルスは活性化され、そのウイルスゲノムの転写を開始することができる。これは、細胞のタンパク質合成機構が乗っ取られてより多くのウイルスを生成するため、宿主細胞の破壊につながる可能性がある。
プロウイルスは、遺伝性の内在性レトロウイルスの形でヒトゲノムの約8%を占める可能性がある。
プロウイルスはレトロウイルスを指すだけでなく、宿主の染色体に統合ができる他のウイルスを表すのにも使われる。別の例としては、アデノ随伴ウイルスがある。真核生物のウイルスが宿主のゲノムに統合するだけでなく、多くの細菌ウイルスや古細菌ウイルスもこの増殖戦略を採用している。環状の (一本鎖または二本鎖の) DNAゲノムを持つ、または環状の中間体を介してゲノムを複製する細菌ウイルスのすべてのファミリー (例えば、カウドウイルス(二本鎖DNA)) は、温和なメンバーを持っている。

## プロウイルスの応用
医療において、プロウイルスが組み込まれた細胞を測定し、病状の評価を行うことがある。ヒトレトロウイルスであるHIV, HTLVを参照。分子生物学においてはベクターにより、細胞内へ遺伝子導入を行うことに用いられることがある。